# Sainte-Barbe (Mosela)
Sainte-Barbe é uma comuna francesa na região administrativa de Grande Leste, no departamento de Moselle. Estende-se por uma área de 13,84 km². Em 2010 a comuna tinha 763 habitantes (densidade: 55,1 hab./km²).